# 上村英明
上村 英明（うえむら ひであき、1956年12月15日 - ）は、日本の研究者、政治家、社会運動家。れいわ新選組所属の衆議院議員（1期）。
名古屋大学大学院講師、恵泉女学園大学教授、ソーシャル・ジャスティス基金運営委員長、アイヌ民族や琉球民族の先住民族としての国連を支援する市民外交センター（SGC）顧問（元代表）などを歴任。

## 略歴
1956年、熊本県熊本市で生まれる。
1975年、熊本県立熊本高等学校卒業。1979年、慶應義塾大学法学部政治学科卒業。1981年、早稲田大学大学院経済学研究科修士課程修了。
1982年、学習塾(AU英語進学教室）専任講師。同年、NGO市民外交センターを設立して代表になる。
1992年、川崎市によって開設された川崎市平和館で初代の専門調査員を務める。
1998年、明治学院大学国際平和研究所特別所員。2000年、名古屋大学大学院国際開発研究科講師。2002年、恵泉女学園大学助教授。2007年、同大学教授。
2021年、早稲田大学・平和学研究所招聘研究員（～現在）。
2022年、恵泉女学園大学を定年退職し、同大の名誉教授を授与された。
2024年、オーストラリア・メルボルン大学名誉上級研究員（～2027年）。
2024年10月27日執行の第50回衆議院議員総選挙に、比例東海ブロック単独の4位にてれいわ新選組公認で立候補。れいわ新選組は比例東海ブロックで2議席を獲得したが、名簿順位1位は小選挙区との重複立候補の候補3名で、惜敗率1位で比例復活当選を果たした阪口直人以外の2名は供託金没収点（有効投票総数の10分の1）未満の得票に終わったため、上村が初当選を果たす。

## 活動
- 1982年（5月）：「犬・猫反核署名の会」（のちに「どうぶつ反核署名の会」に改称）を設立し、どうぶつの視点から反核署名運動を展開し、第2回国連軍縮特別総会に署名を送る。この運動で知った第二次世界大戦中の身近などうぶつの強制処分を調査し、『ワンニャン探偵団』としてまとめ、戦時下の民衆史の掘り起こしを行う[6]。
- 1986年（12月）：市民外交センター（SGC)の財源として、通常の会費形式ではなく、自主的に金額を決めて「平和税」の形を取る「ピースタックス」運動を発案し、開始する。SGCの財政的基盤が整備され、2012年には設立30周年を迎えた。それまでの成果や課題は、『市民の外交』として翌2013年に刊行される。
- 1989年(10月)：個人によるネットワーク組織「国会とNGOをつなぐ人権ネットワーク」（のちの「国際人権NGOネットワーク」）の設立を発案、結成する。
- 1991年（4月）：湾岸戦争に対し、その本質的な原因は国連常任理事国を中心とする武器輸出国にあると考え、「武器貿易禁止条約」草案を起草し、各国の政府やNGOに送る。井上ひさしによって、日本国憲法平和主義のユニークな実践例として、『憲法を考える本』で紹介される[7]。他方、1992年12月には、日本政府とEU諸国政府の協力で、通常兵器の輸出入を国際監視下に置くための「国連通常兵器登録制度（UN Register of Conventional Arms）」（別名、国連軍備登録制度）が設立された。
- 1993年（6月）：世界人権宣言採択45周年を記念して開催された、国連の「世界人権会議」（オーストリア・ウィーン）に、SGC代表として参加する[8]。国連人権高等弁務官の新設などを規定した「ウィーン宣言」が採択され、同宣言は新たな国際人権基準となる。
- 1993年(9月)：NGOおよび関係機関や個人とともに、1992年のノーベル平和賞受賞者・1993年国際先住民年国連親善大使リゴベルタ・メンチュウ・トゥム[9]を日本に招待した[10]。
- 1999年（5月）：国連のNGO制度の改革(1998年)[11]に対応して積極的に働きかけ、上村のNGO「市民外交センター」は国連経済社会理事会NGO資格（特別協議資格）を取得する。
- 1999年(10月)：産業界、学界、自治体などの代表によって設立されたシンクタンク総合研究開発機構(NIRA)が設置した「人間の安全保障と市民社会の役割に関する研究会」で、委員を2000年12月まで務める。
- 2001年（8月~9月）：国連の「反人種主義世界会議」（南アフリカ・ダーバン）に、SGC代表として参加し、参加のために日本で結成されたNGOネットワーク（「ダーバン2001」）の事務局次長を、また現地での統括責任者を務める[12]。
- 2001年(11月)：国際協力銀行（JBIC）の「国際協力銀行の環境ガイドライン統合に係るフォローアップ委員会」の委員を務める（ - 2002年3月）。その成果は「環境社会配慮確認のための国際協力銀行ガイドライン」として2003年10月に施行されたが、この中で「先住民族」が初めて社会的関心の対象とされ、先住民族の土地権・資源権の尊重、先住民族に対する「事前の十分な情報に基づく合意（PIC原則）」への努力が初めて明記された。
- 2002年（4月）：川崎市の「かわさき人権啓発推進協議会」に委員としての参加を継続するとともに、2002年度から協議会の会長を務める（ - 2011年3月）。
- 2002年（5月）：新設された国連の「先住民族問題常設フォーラム(PFII)」（第1会期 米国・ニューヨーク）に、SGC代表として参加する。
- 2004年(8月)：米国のG.ブッシュ大統領の2期目となる大統領選挙を前に、「影響される側の意見を表明する権利」を行使する「国際民主化運動」として、韓国のNGO「市民情報メディアセンター」と共同で、国際模擬投票サイト「もうひとつの世界のためのグローバル・デモクラシー・キャンペーン(GDCAW)」を開設して、同大統領の1期目を国際社会に問いかけた。
- 2005年（8月）：国連改革に関する日本政府とNGOの開かれた討議を実施するため新たな枠組み「国連改革パブリックフォーラム」を外務省、日本国際ボランティアセンター(高橋清貴)、ピースボート(川崎哲)との共催で開始する。このフォーラムは、2012年3月の第10回まで継続され、閉幕することとなったが、その成果と課題は「『国連改革に関するパブリックフォーラム』評価報告書」という外部評価の形（評価者は遠藤誠治成蹊大学教授）で2013年3月にまとめられ、外務省の以下のウェブサイトに掲載されている[13]。
- 2006年(12月)：外務省・日本国際連合協会で共催された「国際連合加盟50周年記念式典」に、SGCの代表として招待され、参加する。
- 2007年(2月)：「人種差別撤廃NGOネットワーク」(ERDネット)の設立に参加し、世話人を務める。
- 2007年(6月)：2007台日公民社会論壇準備委員会が主催する台日市民社会フォーラム「草の根ネットワークをどう構築するか」（台湾・台北）で報告を行い、来賓として訪れた李登輝元総統[14]に参加NGOを代表して挨拶を述べる。
- 2009年（2月）：バングラデシュ・チッタゴン丘陵先住民族(ジュマ)とバングラデシュ政府の和平協定を監視するための民間専門家による国際委員会「チッタゴン丘陵（国際）委員会」の第2回現地視察(バングラデシュ・ダッカおよびチッタゴン)に、委員として参加し、首相官邸でシェイク・ハシナ首相[15]と面談する。
- 2009年（8月）：「チッタゴン丘陵（国際）委員会」の第3回現地視察(バングラデシュ・ダッカ)に、委員として参加する。
- 2009年(11月)：フランスのノーベル文学賞作家ル・クレジオが来日時に主催した先住民族に関する勉強会で、アイヌ民族の法的・政治的状況を報告する。
- 2010年（10月）：国連の「生物多様性条約・第10回締約国会議(CBDCOP10)」（日本・名古屋：名古屋国際会議場）に、SGC代表として参加し、世界各地の先住民族参加者で構成する「生物多様性に関する国際先住民族フォーラム」の開催（中京大学）を支援する[16]。
- 2011年(11月)：「社会正義」の実現のための市民主体の政策・制度構築のため、認定NPO法人まちぽっとによって設立された「ソーシャル・ジャスティス基金（SJF）」の運営委員会に参加し、運営委員長を務める（ - 現在）[17]。
- 2013年（6月）：2014年国連総会の特別総会として開催される「世界先住民族会議(WCIP)」に関する「アルタ・グローバル準備会議」（ノルウェー・アルタ）に、アイヌ民族・琉球民族の代表とともに、SGC代表として参加する。
- 2015年(2月)：琉球の自己決定権を求める運動の重要な通過点となった、国際シンポジウム「道標（しるべ）求めて-沖縄の自己決定権を問う」（琉球新報社・沖縄国際大学産業総合研究所主催）にパネリストとして参加する。同シンポジウムは、2014年7月1日に始まった、琉球新報・新垣毅記者による同名の長期連載の中間報告として開催された。この連載は2015年10月に、第15回石橋湛山記念早稲田ジャーナリズム大賞を受賞した。
- 2015年（9月）：翁長雄志沖縄県知事の、ジュネーブ国連欧州本部における人権理事会（第30会期）で辺野古基地移設反対のための声明発表を支援し、琉球新報編集長と共に自らも同行する。この場は上村のNGO組織で人権理事会で発言権のある「市民外交センター」の持ち時間を翁長知事に割り当てたことで行われたものだった[18][19]。
- 2017年（12月）：設立35周年並びに国連先住民族権利宣言10周年を記念し、「市民外交センター」のシンポジウムを開催した。
- 2019年（9月）：「琉球人遺骨返還請求訴訟を支える会/関東」共同代表となる。（～2024年2月）
- 2021年（10月）：早稲田大学・平和学研究所招聘研究員
- 2022年（7月）：一般社団法人新時代アジアピースアカデミー（NPA）代表理事となる。
- 2022年（7月）：森・川・海のアイヌ先住権研究プロジェクト代表となる。
- 2023年（9月）：玉城デニー沖縄県知事の、国連人権理事会（第54会期）における声明発表「平和の権利」などを支援する[20]。

## 批判
- 自民党沖縄県連幹事長の具志堅孝助県議が2015年9月に「私たち沖縄県民の多くは先住民であるだと思ってない。勘違いされるようなことは避けてほしい。」とスイスへの渡航前に翁長知事に言っていた。翁長知事も「私は沖縄県民が先住民なだとは思ってもいない」、「私も日本人として誇りを持っている」と述べていた。しかし、前述のように翁長知事が上村のNGOの協議権による発言時間を譲られて行ったスピーチは正反対なものだったため批判の声が上がった。さらに琉球新報の編集長が人権理事会前に翁長知事や上村と共に出席したスイスのジュネーブの国連欧州本部のシンポジウムにて、沖縄県を「アメリカの領土でも無く、日本の領土でもありません」と述べて日本から県民を含めて批判が殺到した。そのため、同年10月8日に「日本の領土ではない」でなく、「アメリカの植民地でない」と言うはずだったとの弁明に独立まで支持しない多くの県民らに隠している普段の本音であると批判されている。更に、これは上村がやっていたNGOの活動家にて、一部にて沖縄県民は日本人でなくて先住民族だとの認識から独立すべきだと琉球新報は主張していることが判明している。朝日新聞や琉球新報など日本の国内の左派系マスコミでは、沖縄県にも支持されない言論をしている上村などお抱えの左翼学者の独立論や活動などを批判的ではなく「沖縄独立」や「日本への憎悪」を煽るように普段から報道、中国政府がそれを機関誌で支持表明したり、好意的に評価する事態が続いている。しかし、県内でもこのような主張や活動家の米軍関係者へのヘイトスピーチや暴力的な抗議活動に反発が巻き起こるようになった。上村の「先住民」や独立論ような県外では通用しないような左派言論や教育が沖縄県内のマスコミでは好意的に扱われることに違和感を覚えた沖縄県民のサイレント・マジョリティーらの一部が彼らの主張・活動が県内で支持されてはいないとして立ち上がるようになったのだとされている。基地移設容認[21]が県内でも3-4割程、基地移設反対だけで「独立」など思ってもない有権者[22][23]に投票された人らが、県内で上村のような主張で県外の活動家が活動に加わっているのが知られるようになって忌避を覚え始めているとの分析されている[24]。沖縄は、県内にスペインなどのように地域内で大々的に独立を掲げて選挙で勝っている政党も、北アイルランドのように独立派のテロが吹き荒れたりしてきた地域でもない。若い世代よりも基地容認派の少ない後期高齢世代でも自己を日本人ではないと思っている層は薄く、実数が出る県内地方選挙でも独立を掲げる団体も極めて少数派にしか支持されず、独立系テロなども県外から来た新左翼など左翼が起こしたモノくらいしかない。上村のような県外の「沖縄独立派」「先住民派」が主張する意見は圧倒的多数の県内有権者から受け入れられていないことが、実際の支持が必要な県内選挙でも証明されている。沖縄県内で「基地縮小」系を掲げた左派系候補は勝てた首長や県知事はいても、県民の多くからも極左と認識される「独立」を同じレベルで掲げる候補すら泡沫候補を除くと居ない。上村のような「独立派」さえも「独立」を選挙で前面に掲げると、沖縄県の有権者の多数派から忌避で選挙大敗すると認識している県内状況が続いてきたことにあると指摘されている[25]。
- 2017年9月に翁長雄志知事が、2015年9月の国連人権理事会の演説で約277万円を税金から公費として支出していたと判明した。更に、人権理事会では「県知事」などには演説資格は無く、「NGOメンバーの一員」として演説すること・費用も本来は協議資格を持っていて発言枠を提供した上村のNGO「市民外交センター」又は翁長知事が個人で渡航から滞在の費用を負担することの二つが欠けていた。そのため、自民党沖縄県連関係者に翁長知事が「ジュネーブまで公費で渡航して知事の権利を越えた演説を行い、反基地勢力の国際世論工作に加担したことを即座に県民に謝罪し、費用も返還すべき」と批判される事態が起きた[26]。

## 大学及び学会での活動
(恵泉女学園大学、その他の大学)
- 2000年(8月)：国連大学・グローバルセミナー・北海道セッション講師
- 2003年(4月）：法政大学国際文化学部・講師（‐ 2015年3月）
- 2006年(4月)：明治学院大学国際平和研究所・客員所員( - 現在)
- 2007年(4月)：恵泉女学園大学平和文化研究所・所長（ - 2019年3月）
- 2008年(3月)：岡山大学医学部・医学における知の創生現場実体験プログラム・外部評価委員( - 2010年3月)
- 2011年(4月)：恵泉女学園理事会・理事( - 2014年3月)
- 2011年(4月)：恵泉女学園大学大学院平和学研究科・科長( - 2017年3月）
- 2014年(4月)：オーストラリア・メルボルン大学大学院客員研究員( - 2014年9月)
- 2015年(1月)：オーストラリア・メルボルン大学・メルボルン-アジア客員研究員( - 2017年12月)

(国際人権法学会)
- 2009年(11月)：(第8期)企画委員( - 2012年)
- 2012年(11月)：(第9期)理事( - 2015年)
- 2015年(11月)：(第10期)理事( - 2018年)

(日本平和学会)
- 2015年(7月)：学会誌『平和研究』第47号・特集「脱植民地化のための平和学」編集委員( - 2016年11月)
- 2018年(1月)：（第23期）理事( - 2019年12月)
- 2020年(1月)：（第24期）理事( ‐ 2021年12月)

(学生時代)
- 正規の大学課程以外で、自ら教師を選んで師事を受ける。大学3年から大学院では鶴見和子・上智大学教授の演習(ゼミ)に所属し社会学を、その他、玉野井芳郎・東京大学教授から経済学、西川潤・早稲田大学教授から国際開発学、久保田洋・国連人権担当官から国際法・国際機構論を学ぶなど、多角的な視点から人権や平和、脱植民地化の問題に知識を深める。

## 賞罰
- 2020年12月：第7回アーユスNGO大賞2020（茂田賞）<アーユス（仏教国際協力ネットワーク）HP>
- 2024年11月：津田塾大学「2024年度優良教育賞」（「先住民論」）＜『Tsuda Today』第132号＞

## 著書と主要論文

### 単著
- 『ワンニャン探偵団－戦争で死んだイヌやネコの話』ポプラ社、1984
- 『北の海の交易者たち－アイヌ民族の社会経済史』同文館、1990
- 『世界と日本の先住民族』岩波書店（岩波ブックレット）、1992
- 『知っていますか?アイヌ民族一問一答』解放出版社、1993
- 『先住民族－「コロンブス」と闘う人びとの歴史と現在』解放出版社、1993
- 『先住民族の「近代史」－植民地主義を超えるために』平凡社（平凡社選書）、2001
- 『知っていますか?アイヌ民族一問一答 新版』解放出版社、2007
- 『新・先住民族の「近代史」－植民地主義と新自由主義の起源を問う』法律文化社、2015

### 共編著・監修
- 『マイノリティ・ライツー国際規準の形成と日本の課題』岡本雅享・窪誠・朴金優綺・朴君愛共著 現代人文社、2024
- 『学生のためのピース・ノート』堀芳枝・高橋清貴共編 御茶の水書房、2013
- 『市民の外交 先住民族と歩んだ30年』木村真希子・塩原良和共編著、市民外交センター監修 法政大学出版局、2013
- 『「正義」の再構築に向けて-国際刑事裁判所の可能性と市民社会の役割』 恵泉女学園大学大学院編、齊藤小百合・東澤靖監修 現代人文社、2004
- 『グローバル時代の先住民族 「先住民族の10年」とは何だったのか』（監修） 藤岡美恵子・中野憲志編 法律文化社、2004
- 『ウォッチ！規約人権委員会-どこがずれてる？人権の国際規準と日本の現状』 岡本雅享・森原秀樹監修 日本評論社、1999
- 『先住民族女性リゴベルタ・メンチュウ』岩倉洋子・狐崎知己・新川志保子 岩波書店（岩波ブックレット）、1994

### 共著
- 『新国際人権法講座第3巻 国際人権法の規範と主体』＜国際人権法学会創立30周年記念＞近藤敦編、信山社、2024
- 『平和学事典』（先住民族）＜日本平和学会設立50周年記念出版＞、日本平和学会編、丸善出版、2023
- 『考えてみよう 先住民族と法』小坂田裕子・深山直子・丸山淳子・守谷賢輔編、信山社、2022
- 『続 部落解放論の最前線－水平社100年をふまえた新たな展望』朝治武・谷元昭信・寺木伸明・友永健三編著、解放出版社、2021
- 『新・21世紀の人権－知っているようで知らない差別と人権の話』江原由美子監修、神奈川人権センター編、日本評論社、2021
- 『談論風発 琉球独立を考える－歴史・教育・法・アイデンティティ』前川喜平、松島泰勝編著、明石書店、2020
- 『社会が変わるとはどういうことか？』広岡守穂編著、有信堂高文社、2019
- 『先住民からみる現代社会』深山直子、丸山淳子、木村真希子編、昭和堂、2018
- 『沖縄の環境・平和・自治・人権』日本環境会議沖縄大会実行委員会編、七つ森書館、2017
- 『アメリカ先住民を知るための62章』阿部珠理編著、明石書店、2016
- 『日本と沖縄－常識をこえて公正な社会を創るために』（IMADR BOOKLET 16）反差別国際運動編、反差別国際運動、2016
- 『民主主義をつくるお金-ソーシャル・ジャスティス基金の挑戦』 ソーシャル・ジャスティス基金(SJF)編著 ハンズオン！埼玉出版部、2015
- 『アイヌ民族否定論に抗する』岡和田晃・マーク・ウィンチェスター編 河出書房新社、2015
- 『平和を考えるための100冊＋α』日本平和学会編、2014
- 『島嶼沖縄の内発的発展-経済・社会・文化』西川潤・松島泰勝・本浜秀彦編 藤原書店、2010
- 『反人種主義・差別撤廃世界会議と日本』ダーバン2001編 解放出版社、2002
- 『非戦』坂本龍一監修 幻冬舎、2001
- 『グローバル化と人間の安全保障-行動する市民社会』勝俣誠編著 日本経済評論社、2001
- 『北海道の20世紀』北海道新聞社編 北海道新聞社、1999
- 『アイヌ民族トン叛乱-二風谷ダム裁判の記録』萱野茂・田中宏編 三省堂、1999
- 『憲法を考える本』井上ひさし選、日本ペンクラブ編 光文社、1997
- 『核時代の終わりの始まり』前田哲男監修・執筆 神奈川県、1997
- 『NGOが創る世界の人権-ウィーン宣言の使い方』江橋崇監修、世界人権会議NGO連絡会編 明石書店、1996

### 主要論文
- 上村英明「「市民外交」の挑戦――「民際外交」を越える視点」『平和研究』第16巻、日本平和学会、1991年10月、88-99頁、doi:10.50848/psaj.16011、ISSN 2436-1054。
- 上村英明「2003年度大東文化大学法学研究所現代人権研究班活動報告」『大東文化大学法学研究所報』第24巻、2004年3月、20-22頁。
- 上村英明「1 アジアの「先住民族」概念とその人権運動―――その概念構築と現状分析に関する一考察」『平和研究』第34巻、日本平和学会、2009年、1-20頁、doi:10.50848/psaj.34002、ISSN 2436-1054。
- 苑原俊明, 上村英明「先住民族と生物多様性 ： 生物多様性条約第10回締約国会議の成果を概観する」『大東文化大学法学研究所報』第31巻、大東文化大学法学研究所、2011年3月、13-22頁、CRID 1050864247417147648。
- 上村英明「尖閣諸島問題と先住民族の権利 : 先住民族の視点から領土問題を考える」『恵泉女学園大学紀要』第26号、恵泉女学園大学、2014年2月、133-156頁、CRID 1050001202929497600、ISSN 09159584。
- 上村英明「21世紀日本の「平和主義」と「民主主義」に関する一考察 ―日本の「市民社会」の危うさと克服への視点―」第38巻、明治学院大学国際平和研究所、2015年3月、ISSN 1340-4245。
- 上村英明, 藤岡美恵子「日本における脱植民地化の論理と平和学 その関係性の整理と問題提起」『平和研究』第47巻、日本平和学会、2016年、i-xx、doi:10.50848/psaj.47001、ISSN 2436-1054。
- 上村英明「恵泉女学園大学の平和教育と平和学」『日本の科学者』第53巻第1号、日本科学者会議、2018年、05-10頁、doi:10.60233/jjsci.53.1_05、ISSN 00290335。
- 上村英明「ヤウンモシㇼ（北海道島）の森林とアイヌ民族の資源権―国有林・御料林による資源収奪と森林鉄道の役割―」『恵泉女学園大学紀要』34・35合併、恵泉女学園大学、2024年2月、57-83頁、ISSN 1881-2554。
- Cultures del Mon: Els Ainus i Els Okinawes – Pobles amants de la pau, –Avui Diumenge, Premsa Catalan, S.A.(Barcelona), 7 de Novembre del 2004. (Cultures of the World: The Ainu and the Okinawans – Peace-loving Peoples) （カタロニア語）

## 選挙歴
| 当落 | 選挙                   | 執行日         | 選挙区           | 政党         | 得票数 | 得票率 | 定数 | 得票順位 /候補者数 | 政党内比例順位 /政党当選者数 |
| ---- | ---------------------- | -------------- | ---------------- | ------------ | ------ | ------ | ---- | ------------------ | ---------------------------- |
| 当   | 第50回衆議院議員総選挙 | 2024年10月27日 | 比例東海ブロック | れいわ新選組 | ーー票 | ーー   | 23   | /                  | 2/2                          |